# Школьник, Александр Яковлевич
Алекса́ндр Я́ковлевич Шко́льник (род. 25 марта 1964, Нижний Тагил) — российский общественный и государственный деятель, генеральный директор Центрального музея Великой Отечественной войны (Музей Победы) с 28 апреля 2017 года. Согласно указу Президента Российской Федерации в 2020 г. вошёл в состав Общественной палаты Российской Федерации, избран заместителем Секретаря Общественной палаты Российской Федерации. Член Общественной палаты Москвы III созыва (2019). В 2023 г. снова вошел в президентский список 40 кандидатов в Общественную Палату Российской Федерации VIII созыва. Переизбран заместителем Секретаря Общественной Палаты Российской Федерации 20 июня 2023 г.
Пресс-секретарь Центрального Совета Союза пионерских организаций — Федерации детских организаций (до 1992 года), продюсер детского вещания на Первом канале (до 2007 года), создатель творческого объединения «ЮНПРЕСС», Общероссийской общественной организации «Национальная Ассоциация журналистов „Медиакратия“», Лиги юных журналистов России, член Президентского Совета Всероссийского открытого Форума детского и юношеского экранного творчества «Бумеранг», генеральный директор радиостанции «Русская служба новостей» (2006—2008), член Общественной палаты Российской Федерации (двух созывов), член Совета Федерации (2008—2009), помощник Полномочного представителя Президента Российской Федерации в Приволжском федеральном округе (2010), заместитель председателя правительства Иркутской области (2012), Президент «Мультимедиа Холдинга» (2012), советник министра культуры РФ (2016), заместитель Секретаря Общественной палаты РФ (2020), заместитель председателя Центральной ревизионной комиссии ОНФ (2021).

## Биография
Родился 25 марта 1964 года в Нижнем Тагиле. Отец, Школьник Яков Шмулевич — инженер-химик, доктор технических наук. Учился в екатеринбургском лицее № 130. После срочной службы в вооружённых силах работал инструктором, заместителем заведующего отделом пропаганды и культурно-массовой работы в Свердловском обкоме ВЛКСМ;
- В 1989—1990 гг. — председатель Свердловского областного совета пионерской организации, одновременно работал ведущим на Свердловском телевидении.
- В 1990 году заочно окончил факультет журналистики Уральского государственного университета им. А. М. Горького.
- В 1999 стал кандидатом педагогических наук.
- В 1991 году переехал в Москву, где стал ведущим детских программ РГТРК «Останкино», впоследствии — ОРТ, «Первого канала»:
  - «Школьные новости»,
  - «Новости для молодых»[2],
  - «Шпаргалка»[3], шеф-координатор дирекции утреннего телеканала.
- В мае 1995 года выдвигался кандидатом в депутаты Государственной Думы I созыва на дополнительных выборах в Орджоникидзевском избирательном округе (№ 164) в Екатеринбурге (на место, освободившееся после сложения полномочий Юрием Брусницыным), однако выборы были признаны несостоявшимися — из-за недостаточной явки избирателей.
- С 2003 по 2007 год — Директор Дирекции детских и юношеских программ «Первого канала»[4], продюсер детского вещания[5].
- В 2006 году стал членом Общественной палаты Российской Федерации[6].
- В апреле 2007 года назначен генеральным директором информационного агентства «Русская служба новостей» (РСН)[7]. Инициатор создания Общероссийской общественной организации «Национальная ассоциация журналистов „Медиакратия“».
- В июне 2008 года оставил руководство РСН, а в сентябре было объявлено о назначении Школьника членом Совета Федерации — представителем Губернатора Свердловской области Э. Э. Росселя[8] (наделён полномочиями решением палаты 15 октября 2008 г.). В Совете Федерации был заместителем председателя Комиссии по вопросам развития институтов гражданского общества, членом Комитета по образованию и науке, членом Комиссии по физической культуре, спорту и развитию олимпийского движения.
- В декабре 2009 года полномочия А. Я. Школьника в Совете Федерации были прекращены (его место занял Россель, отправленный в отставку с поста Губернатора Свердловской области).
- В апреле 2010 года назначен помощником полномочного представителя Президента Российской Федерации в Приволжском федеральном округе, в январе 2012 года назначен заместителем председателя правительства Иркутской области, — курирующим СМИ, культуру и гуманитарную сферу.
- В 2012 году получил степень магистра в федеральном государственном бюджетном образовательном учреждении высшего профессионального образования «Российская академия народного хозяйства и государственной службы при Президенте Российской Федерации».
- С 17 сентября 2012 года — президент «Мультимедиа Холдинга»[9].
- В 2016 году стал советником министра культуры России Владимира Мединского, возглавлявшего Минкульт в 2012—2020 годы[10].
- 28 апреля 2017 года назначен директором Федерального государственного учреждения культуры Российской Федерации «Центральный музей Великой Отечественной войны 1941—1945 гг.».
- С октября 2018 года по ноябрь 2021 года — заместитель председателя Совета по общественному телевидению[10].
- С ноября 2018 года — член Центральной ревизионной комиссии «Общероссийского народного фронта», а с 2021 года — заместитель председателя комиссии[10].
- 13 марта 2019 года избран членом Общественной палаты Москвы[11].
- В 2020 году избран заместителем секретаря Общественной палаты РФ Лидии Михеевой. Вошел в состав палаты в 2020 году по президентской квоте[10].
- В 2023 году вновь назначен членом Общественной палаты[10].
- В 2024 году был доверенным лицом кандидата в президенты России Владимира Путина[12][13][14].

В медиасообществе Школьник известен также как создатель Агентства «ЮНПРЕСС» и Лиги юных журналистов России.
действительный государственный советник III класса.

### Семейное положение
Женат; трое детей: Филипп, Елизавета, Ева.

## Награды
- Орден Александра Невского (11 февраля 2023 года) — за вклад в развитие отечественной культуры и искусства, многолетнюю плодотворную деятельность[15]
- Орден Почёта (25 октября 2014 года) — за заслуги в развитии отечественной культуры и искусства, телерадиовещания и многолетнюю плодотворную деятельность[16].
- Медаль ордена «За заслуги перед Отечеством» II степени (16 августа 1996 года) — за заслуги перед государством и многолетний добросовестный труд[17].
- Медаль За содействие Росгвардии (27 марта 2023) — за оказание содействия в выполнении задач и осуществлении полномочий, возложенных на войска национальной гвардии Российской Федерации[18].
- Нагрудной знак Министерства культуры Российской Федерации «За вклад в российскую культуру» (9 апреля 2024 года)[19].
- Почетная грамота Президента Российской Федерации (1 февраля 2021 года) — за вклад в реализацию проекта по созданию Ржевского мемориала Советскому солдату[20].
- Премия Президента Российской Федерации в области литературы и искусства за произведения для детей и юношества 2020 года (23 марта 2021 года) — за вклад в патриотическое воспитание подрастающего поколения[21].
- Лауреат премии Союза журналистов России.
- Лауреат премии Союза журналистов Москвы.
- Благодарность Президента Российской Федерации

## Санкции
4 мая 2022 года, на фоне вторжения России на Украину, внесён в санкционный список Великобритании так как «он использовал свое положение главы культурного учреждения для распространения дезинформации, в том числе поддерживая и продвигая ложную версию правительства России о том, что вторжение в Украину является осуществлением „денацификации“».
В октябре 2022 г. был внесен в санкционные списки Канады за «причастность в распространении российской дезинформации и пропаганды». По аналогичным основаниям находится в санкционных списках Украины и Австралии.